# Фрост, Джозеф
Джозеф Майкл Фрост (англ. Joseph Michael Frost; род. 14 июля 1960, Ливерпуль) — английский боксёр, участник летних Олимпийских игр (1980).

## Биография
Родился 14 июля 1960 года в Ливерпуле, Англия, Великобритания, где с ранних лет стал увлекаться боксом.
В 1979 году в возрасте 19 лет он выиграл чемпионат Англии ABA в полусреднем весе, победив в полуфинале Ллойда Хонигана, ставшего впоследствии чемпионом мира по версии WBA.
В 1980 году он участвовал в боксёрском турнире летних Олимпийских играх 1980 года в полусреднем весе, победив бойцов Оутсану Дао и Питера Таланти, но проиграв Карлу-Хайнцу Крюгеру в четвертьфинале.
В 1981 году дебютировал на профессиональном ринге, одержав победу нокаутом в своём первом бое над Кевином Уолшем. Завершил профессиональную карьеру боксёра в 1984 году после 11 боёв, 9 из которых оказались победными.